# Иоанн II (епископ Ростовский)
Епи́скоп Иоа́нн (ум. 12 мая 1214, Суздаль) — епископ Русской православной церкви, епископ Ростовский, Суздальский и Владимирский.

Канонизирован в лике святителей; память 17/30 января.

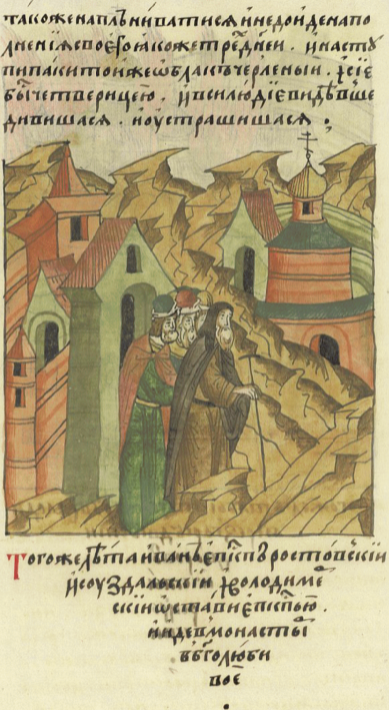
Иоанн уходит в монастырь

## Биография
Был духовником великого князя Всеволода III Юрьевича и его семьи. В 1189 Иоанн, будучи ещё игуменом, крестил новорождённого княжича Георгия, и с этой минуты всё детство и юность Георгия Всеволодовича были запечатлены влиянием Иоанна.
Князь Всеволод послал его в Киев к митрополиту Никифору для поставления в Ростовские епископы.
23 января 1190 года в Киеве он был, по выражению летописца, «поставлен бысть пастухом всей земли Ростовской и Суздальской и Владимирской».
Он был последним епископом Ростовско-Суздальской земли в 1190—1214 годах, когда она представляла ещё одно государственное владение и одну епархию.
26 февраля 1190 года новый епископ прибыл в Ростов и был встречен великим князем Всеволодом Юрьевичем, находившимся в это время в Ростове по делам сбора дани с населения.
10 марта 1190 года епископ Иоанн прибыл в Суздаль. Весь город торжественно вышел ему навстречу за городские ворота Старой улицы. Против этих ворот епископ Иоанн вскоре основал Ризоположенский монастырь, в который потом поступила преподобная Евфросиния, тогда ещё суздальская княжна Елена (Пребрана) Михайловна.

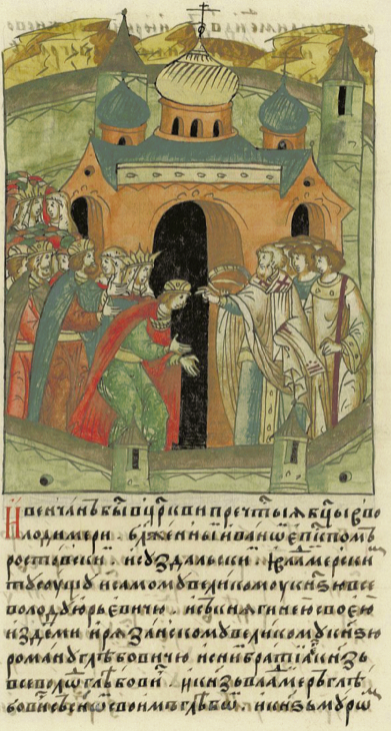
Венчание Константина Доброго и Марии Мстиславны Иоаном II Ростовским

В первый же год своего епископства святой Иоанн установил праздновать обретение мощей святителя Леонтия (23 мая/5 июня), которому написал канон, помещённый в служебной (майской) Минее.
Епископ Иоанн 26 июля 1192 года совершал над княжичем Георгием обряд рыцарского пострига, состоявший в том, что мальчику по достижении трёхлетнего возраста подстригали волосы в кружок, ограждали крестом, окропляли святой водой и с молитвами сажали на коня.
В 1190-х годах семья великого князя жила по преимуществу в Суздале.
В 1196 году Иоанн венчал во Владимире князя Константина Всеволодовича, а в 1212 году — Георгия (Юрия) Всеволодовича.
При нём было заложены, обновлены, освящены несколько церквей во Владимире и Суздале. В 1202 году освящал Успенский храм во Владимире.
При нём от Ростовской епархии в 1198 году отделилась Муромская.
В 1213 году епископ Иоанн оставил епархию и принял схиму в Боголюбовом Рождество-Богородицком монастыре.
Прожил на покое около года и скончался 12 мая 1214 года в Суздале в Космо-Дамиановском монастыре, где и погребён.
Память святителя Иоанна в старинных святцах показана 17/30 января.